# Hagymaszagú tarsóka
A hagymaszagú tarsóka (Thlaspi alliaceum) a káposztafélék családjába tartozó ritka gyomnövény.

## Megjelenése
A hagymaszagú tarsóka 20–60 cm magas, lágyszárú, egynyári növény. Orsógyökeréből ered egyenesen felálló, esetleg néhányszor elágazó, sima - tövénél kissé szőrös és bordázott - szára. Tőlevélrózsája nincs. Megtörve fokhagymaszagú. Kb. 4 cm hosszú és 1,5 cm széles levelei váltakozó állásúak, száron ülők. Az alsó levelek szélesebbek, lant formájúak, a felsők keskeny, fordított tojás alakúak, végük tompa, válluk nyilazott, szélük öblösen fogacskás.
Május júniusban virágzik. A laza, akár 20 cm-es fürtvirágzat a szár végén helyezkedik el. Az apró virágok négyszirmúak, a szirmok 2–3 mm-esek, fehérek. A csészelevelek zöldek, szőrtelenek, kb 1,5 mm-esek.
Termése 6–7 mm hosszú becőke. Alakja fordított tojásdad, élén csak minimális - 0,3 mm-es - csúcsán kissé becsípett szárnyacska figyelhető meg. A kocsány jóval hosszabb a termésnél.
Kromoszómaszáma 2n=14.

## Elterjedése és termőhelye
Eredeti őshazája Közép- (Ausztria, Németország, Magyarország, Lengyelország, Svájc), Délkelet- (Balkán-félsziget, Szlovénia, Olaszország, Törökország) és Délnyugat-Európa (Franciaország, Spanyolország). Előfordul Kelet-Afrikában (Etiópia, Kenya, Tanzánia) is. Innen megtelepedett Észak- (Nagy-Britannia) és Kelet-Európában (Ukrajna), valamint az Egyesült Államok keleti felén. Amerikában az 1960-as években észlelték először Észak-Karolinában és azóta gyorsan terjed. Magyarországon ritka gyomnövény.
Szántóföldeken, útszéleken, bolygatott gyepekben található meg. A közepesen nedves, tápanyagokban gazdag, meszes agyagtalajt kedveli.
Magyarországon védett, természetvédelmi értéke 10 000 Ft.

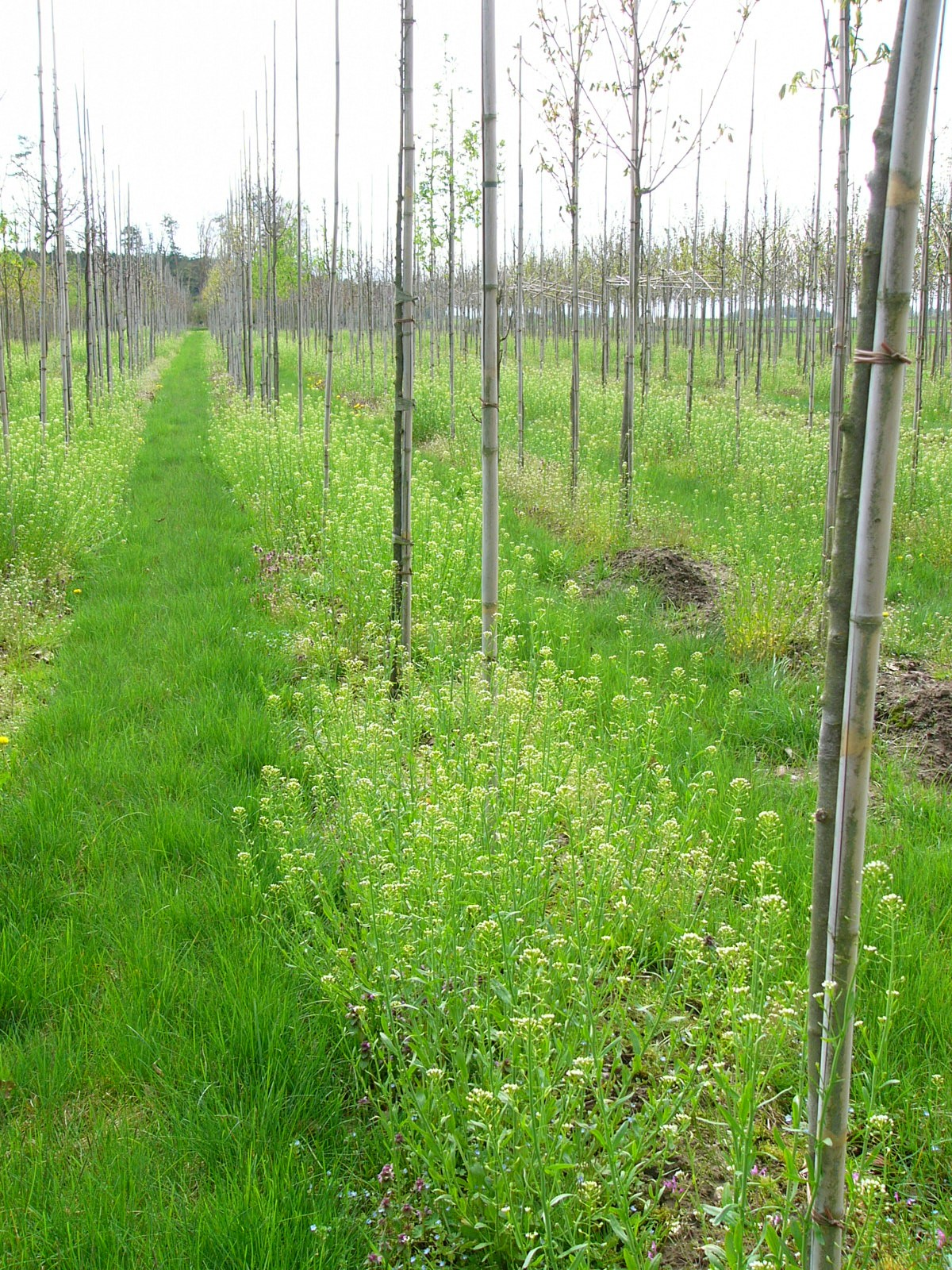
Habitusa
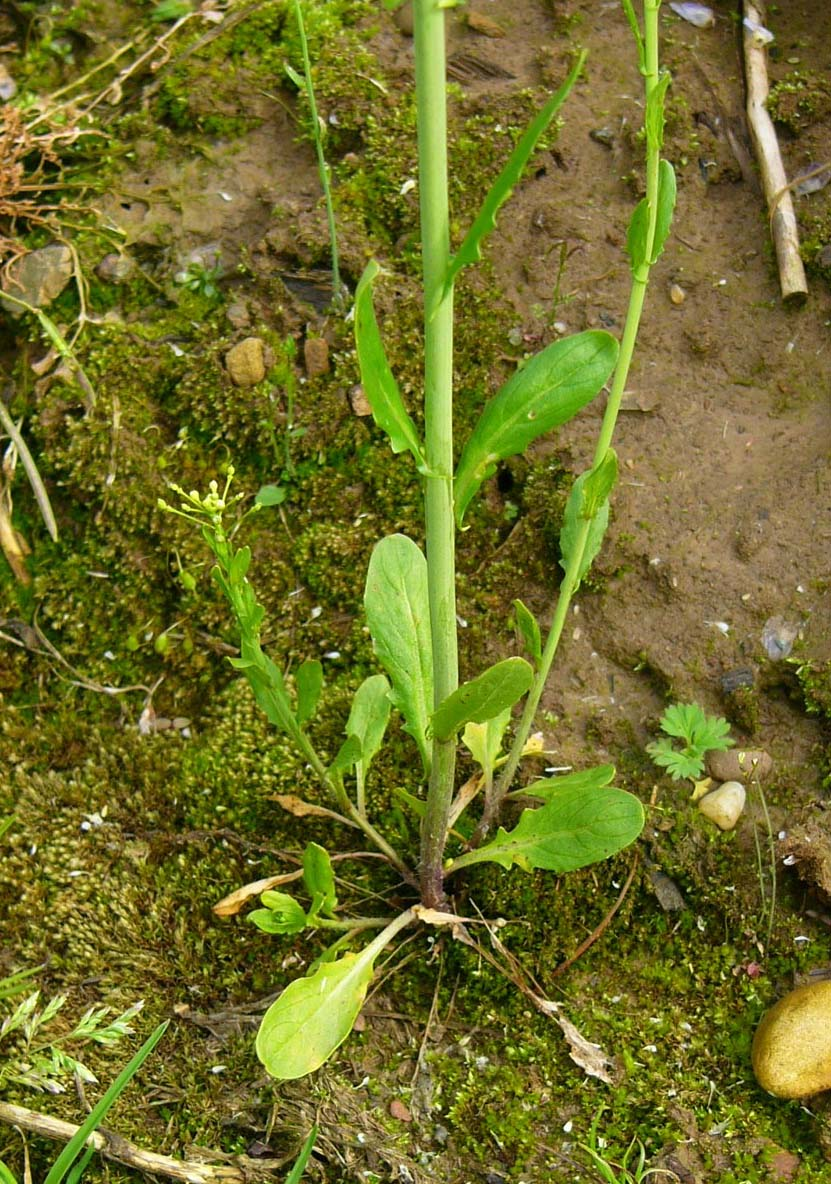
Töve
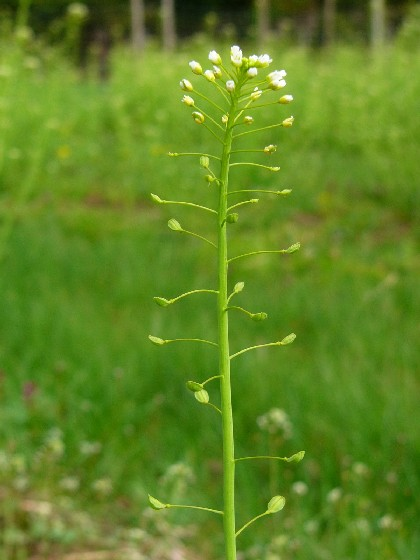
Virágzata
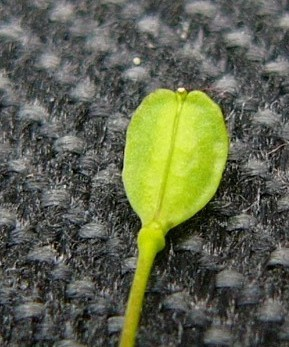
Termése